# Communauté de communes de Cèze Cévennes
Die Communauté de communes de Cèze Cévennes ist ein französischer Gemeindeverband mit der Rechtsform einer Communauté de communes in den Départements Gard und Ardèche der Regionen Okzitanien und Auvergne-Rhône-Alpes. Sie wurde am 3. August 2012 gegründet und umfasst 23 Gemeinden. Der Verwaltungssitz befindet sich im Ort Saint-Ambroix. Die Besonderheit liegt in der Départements- und Regions-übergreifenden Struktur der Gemeinden.

## Historische Entwicklung
Der Gemeindeverband entstand aus der Fusion der Vorgängerorganisationen
- Communauté de communes du Pays de Cèze und der
- Communauté de communes du Ranc d’Uzège.

## Mitglieder
| Gemeinde                                | Einwohner 1. Januar 2022 | Fläche km² | Dichte Einw./km² | Code INSEE | Postleitzahl | Region               | Département |
| --------------------------------------- | ------------------------ | ---------- | ---------------- | ---------- | ------------ | -------------------- | ----------- |
| Allègre-les-Fumades                     | 1.013                    | 24,59      | 41               | 30008      | 30500        | Okzitanien           | Gard        |
| Barjac                                  | 1.606                    | 42,72      | 38               | 30029      | 30430        | Okzitanien           | Gard        |
| Bessèges                                | 2.624                    | 10,32      | 254              | 30037      | 30160        | Okzitanien           | Gard        |
| Bordezac                                | 392                      | 9,05       | 43               | 30045      | 30160        | Okzitanien           | Gard        |
| Courry                                  | 283                      | 8,22       | 34               | 30097      | 30500        | Okzitanien           | Gard        |
| Gagnières                               | 1.095                    | 11,22      | 98               | 30120      | 30160        | Okzitanien           | Gard        |
| Méjannes-le-Clap                        | 740                      | 38,24      | 19               | 30164      | 30430        | Okzitanien           | Gard        |
| Meyrannes                               | 783                      | 6,51       | 120              | 30167      | 30410        | Okzitanien           | Gard        |
| Molières-sur-Cèze                       | 1.187                    | 8,71       | 136              | 30171      | 30410        | Okzitanien           | Gard        |
| Navacelles                              | 307                      | 11,02      | 28               | 30187      | 30580        | Okzitanien           | Gard        |
| Peyremale                               | 272                      | 8,62       | 32               | 30194      | 30160        | Okzitanien           | Gard        |
| Potelières                              | 368                      | 6,47       | 57               | 30204      | 30500        | Okzitanien           | Gard        |
| Rivières                                | 424                      | 9,96       | 43               | 30215      | 30430        | Okzitanien           | Gard        |
| Robiac-Rochessadoule                    | 840                      | 10,31      | 81               | 30216      | 30160        | Okzitanien           | Gard        |
| Rochegude                               | 246                      | 11,94      | 21               | 30218      | 30430        | Okzitanien           | Gard        |
| Saint-Ambroix                           | 3.353                    | 11,74      | 286              | 30227      | 30500        | Okzitanien           | Gard        |
| Saint-Brès                              | 684                      | 11,37      | 60               | 30237      | 30500        | Okzitanien           | Gard        |
| Saint-Denis                             | 292                      | 3,65       | 80               | 30247      | 30500        | Okzitanien           | Gard        |
| Saint-Jean-de-Maruéjols-et-Avéjan       | 856                      | 17,30      | 49               | 30266      | 30430        | Okzitanien           | Gard        |
| Saint-Privat-de-Champclos               | 336                      | 11,64      | 29               | 30293      | 30430        | Okzitanien           | Gard        |
| Saint-Sauveur-de-Cruzières              | 566                      | 24,84      | 23               | 07294      | 07460        | Auvergne-Rhône-Alpes | Ardèche     |
| Saint-Victor-de-Malcap                  | 827                      | 10,87      | 76               | 30303      | 30500        | Okzitanien           | Gard        |
| Tharaux                                 | 47                       | 9,52       | 5                | 30327      | 30430        | Okzitanien           | Gard        |
| Communauté de communes de Cèze Cévennes | 19.141                   | 318,83     | 60               | –          | –            | –                    | –           |